# Лупане
Лу́пане (англ. Lupane [luːpɑːnɛ]) ― город и одноимённый округ, являющийся административным центром провинции Северный Матабелеленд в Зимбабве. Округ расположен на высоте 976 м над уровнем моря, а в 2019 году его население составило 198 600 жителей. Город Лупане — главный центр округа, расположенный от Булавайо на удалении 172 км. Через Лупане проходит автодорога A8 Victoria Falls. В городе работает Государственный Университет.

## История и этимология
Слово «lupane», скорее всего, произошло из языка каланга или языка лобеду, распространённых в Южной Африке.
Территория современного Лупане была заселена народом тонга, который был вынужден уйти на север (в район современного округа Бинга) после прихода южноафриканского правителя Мзиликази. После его смерти регионом Матабелеленд, включая Лупане, стал править сын Мзиликази Лобенгула. Во время Первой войны с матабеле в окрестностях города были убиты и похоронены королевский советник Магвеве Фуяне и его ученик, адъютант Мхланга. Расправа над ними должна была отвлечь внимание армии англичан и позволить Лобенгуле сбежать. Территория Лупане была включена в состав британской колонии Южная Родезия после поражения народа матабеле во Второй войне с матабеле в конце XIX века.
Жители округа Лупане принимали участие в войне за независимость Зимбабве и поддерживали политическую партию Союз африканского народа Зимбабве в апреле 1980 года. В середине 1980-х годов жителей города и округа затронули репрессии народа матабеле, устроенные Эммерсоном Мнангагвой на политической основе.

## География
Город Лупане расположен на плато Матабеле. Через округ Лупане протекают три большие реки, река Гвайи находится на западе округа, река Шангани — на восточной стороне, обе текут на север и сливаются у плотины Гвай-Шангани к северу от реки Замбези. Третья река под названием Буби проходит через Лупане и упирается одноимённую с городом плотину, расположенную рядом с Государственным университетом Лупане.